# Ariadna de Frigia
Santa Ariadna, Adriana o Ariana de Frigia (f. 130 d. C.) fue una santa y mártir cristiana del siglo II. Según la leyenda, era una esclava de un príncipe frigio. Rechazó participar en ritos paganos como parte de la celebración de aniversario del príncipe. Fue arrestada por las autoridades romanas, cayó por un precipicio y fue sepultada.